# Серантес, Леопольдо
Леопольдо Серантес (Серрантес) (филипп. Leopoldo Serantes; 15 марта 1962 — 1 сентября 2021) — филиппинский боксёр, представитель наилегчайших весовых категорий. Выступал за сборную Филиппин по боксу на всём протяжении 1980-х годов, бронзовый призёр летних Олимпийских игр в Сеуле, чемпион Игр Юго-Восточной Азии, серебряный призёр чемпионата Азии, победитель и призёр многих турниров международного уровня.

## Биография
Леопольдо Серантес родился 15 марта 1962 года.
В 1982 году вошёл в основной состав филиппинской национальной сборной и выступил на Азиатских играх в Нью-Дели, где на стадии четвертьфиналов наилегчайшей весовой категории был остановлен японцем Кадзухико Абэ.
Год спустя стал бронзовым призёром Игр Юго-Восточной Азии в Сингапуре.
В 1984 году победил на домашнем чемпионате юго-восточной Азии в Маниле.
В 1985 году получил бронзу на Кубке президента в Джакарте, выиграл серебряную медаль на чемпионате Азии в Бангкоке, одержал победу на Играх Юго-Восточной Азии в Бангкоке.
В 1987 году отметился победой на Кубке короля в Таиланде. Принял участие в матчевой встрече со сборной Южной Кореи, выиграв по очкам у корейского боксёра О Кван Су.
Благодаря череде удачных выступлений удостоился права защищать честь страны на летних Олимпийских играх 1988 года в Сеуле — в категории до 48 кг благополучно прошёл первых троих соперников по турнирной сетке (египтянина Мустафу Исмаила, либерийца Сэмми Стюарта и марокканца Махджуба Мджириха), тогда как в полуфинале со счётом 0:5 потерпел поражение от болгарина Ивайло Маринова и таким образом получил бронзовую олимпийскую медаль.
После сеульской Олимпиады Серантес ещё в течение некоторого времени оставался в составе главной боксёрской команды Филиппин и продолжал принимать участие в крупнейших международных турнирах. Так, в 1989 году ему довелось выступить на чемпионате мира в Москве, где, тем не менее, уже в первом поединке на предварительном этапе он уступил немцу Яну Квасту. Вскоре по окончании этих соревнований принял решение завершить спортивную карьеру.
В последние годы страдал хронической обструктивной болезнью лёгких и был прикован к инвалидной коляске. В 2014 году стал получать помощь от фонда Энтони Вильянуэвы, выдающегося филиппинского боксёра, серебряного призёра Игр в Токио.